# خط جورجي
الخط الجورجي (بالجورجية: ქართული კალიგრაფია)‏ هو شكل من فن الخط، أو الكتابة الفنية للغة الجورجية باستخدام أحد نظم الكتابة الجورجية الثلاثة.

## التاريخ
جورجيا لديها مدرسة خط عريقة وقديمة. وقد أصبحت الكتب المنسوخة بخط اليد من القرون المبكرة ظاهرة ثقافية في جورجيا. وقد لعبت المسيحية دوراً كبيراً في حياة الأدب الجورجي منذ الكنيسة الجورجية الرسولية الأرثوذكسية وقد كرس نساكها حياتهم للكتابة الجورجية وذلك بكتابة المخطوطات وكل السجلات التاريخية للأمة الجورجية.
وكل عام يوم 14 أبريل تحتفل جورجيا «بيوم اللغة الجورجية». ويقام في هذا اليوم مسابقة الخط، ويعلن أسماء الفائزين وتسلم الجوائز لأفضل الخطاطين في المركز القومي الجورجي للمخطوطات.
كما تم استخدام الخط الجورجي بشكل نشط خارج جورجيا، فقد كتب الخطاطون الجورجيون أعمالاً دينية وعلمية وخطية في الأماكن التالية:
- دير بيتريتسوني ببلغاريا
- دير إيفيرون في جبل آثوس
- دير الصليب بالقدس
- مار سابا القدس
- دير سانت كاترين جبل موسى (مصر)
- أنطاكية والقسطنطينية

وداخل جورجيا كانت مملكة تاو كلاريتي في العصور الوسطى كونها المركز الثقافي للدولة قد قدمت أفضل أساتذة الخط، والفن والأدب والعمارة الجورجية.

## خطاطون جورجيون
- إياكوب تسورتافيلي (القرن الخامس)
- بيتر الأيبيري (القرن الخامس)
- مارتفيري ساباتسمينديلي (القرن السادس)
- بازيلي ساباتسمينديلي (القرن الثامن)
- ميكائيلي (القرن التاسع)
- ماكاري الليتيتي (القرن التاسع)
- جيورجي ميركولي (القرن العاشر)
- ستيفان التيبيتي (القرن العاشر)
- ميكائيل مودركيلي (القرن العاشر)
- أوثيميوس الأثوسي (القرن العاشر)
- جون الأيبيري (القرن العاشر)
- باراجات الثاني من تاو (القرن العاشر)
- جابريللي (خطاط) (القرن العاشر)
- جابراييل باتاراي (القرن العاشر)
- إيوان-زوسيم (القرن العاشر)
- إيوان باراي (القرن العاشر)
- جورج الهاجريوتي (القرن الحادي عشر)
- ميكايل ميتسرالي (القرن الحادي عشر)
- آرسن نينوتسمينديلي (القرن الحادي عشر)
- باسيلي (القرن الحادي عشر)
- موسى خاندستيللي (القرن الحادي عشر)
- إيوان ميسفيت (القرن الحادي عشر)
- إيوفان ميللي (القرن الحادي عشر)
- إيوان دفالي (القرن الحادي عشر)
- جيورجيو دفالي (القرن الحادي عشر)
- شاف - زكريا (القرن الحادي عشر)
- إياكوب إسريليسدس (القرن الحادي عشر)
- إيوفاني بوكاراليسدس (القرن الثاني عشر)
- آرسن من إيكالتو (القرن الثاني عشر)
- سابا سفينجيلوزي (القرن الثاني عشر)
- بيتر جيلاتيلي (القرن الثاني عشر)
- إيوفاني كارتفيلي (القرن الثاني عشر)
- إيوان (القرن الثاني عشر)
- آرسيني (القرن الثاني عشر)
- جيورجي دوديسي (القرن الثاني عشر)
- جيورجي خوتسيسمونازوني (القرن الثاني عشر)
- نيكراي (القرن الثاني -الثالث عشر)
- نيكولوز كاتاراتسيسدزي (القرن الثالث عشر)
- إبريمي (القرن الثالث عشر)
- أفجاروز (القرن الرابع عشر)
- أمبروز (القرن الخامس- السادس عشر)
- نيكولوز كولوكاشيفيلي (القرن السادس عشر)
- عائلة ميكادز (القرون السادس- الثامن عشر)
- عائلة كارجاريتلي (القرون السادس - السابع عشر)
- عائلة ماجالادز (القرون السابع -الثامن عشر)
- عائلة أليكسي- ميسخيشيفيلي (القرون السابع- التاسع عشر)
- عائلة بيديسمتسيرليشفيلي (القرن السابع عشر)
- زال - زوسيم أوربيلياني (القرن السابع عشر)
- سولخان -سابا أوربيلياني (القرن السابع عشر)
- ماريام - ماكرينا (القرن السابع عشر)
- ديتمتري الأول ماجلوبيلي (القرن السابع عشر)
- ماموكا تافاكالاشفيلي (القرن السابع عشر)
- بيجتابيج تانياشفيلي (القرن السابع عشر)
- جابرييل ساجيناشيفيلي (القرن السابع عشر)
- جيفي تومانشيفيلي (القرن السابع عشر)
- إيوسيب تيبيليلي (القرن السابع عشر)
- أنتيم الأيبيري (القرن السابع عشر)
- دافيت تومانشيفيلي (القرن الثامن عشر)
- دافيد الكاهن (القرن الثامن عشر)
- جيورجي أفاليشيفيلي (القرن الثامن عشر)
- دافيت بودبيلي فاكنادز (القرن الثامن عشر)
- أوس جاباشيفيلي (القرن الثامن عشر)
- جابرييل ميتسير (القرن الثامن عشر)
- إيزاك ميتسير (القرن الثامن عشر)
- بيتر لارادز (القرن الثامن عشر)
- نيكولوز سيونيس ديكانوزي (القرن الثامن عشر)
- نيكولوز أونيكاشيفيلي (القرن الثامن عشر)
- إيراستي توركستانيشيفيلي (القرن الثامن عشر)
- أونانا مديفاني (القرن الثامن عشر)
- إيوان بينتيلاشيفيلي (القرن الثامن عشر)
- جوديردزي بيراليشيفيلي (القرن الثامن عشر)
- عائلة شاشيكاشيفيلي (القرون الثامن- التاسع عشر)
- ألكسندر سولخانيشيفيلي (القرن التاسع عشر)
- لاشا كينتسوراشيفيلي (العصر الحديث)
- ليفان شاجانافا (العصر الحديث)
- ليلي شخيتياني (العصر الحديث)
- نينا سوبلاتي (العصر الحديث)

## معرض صور

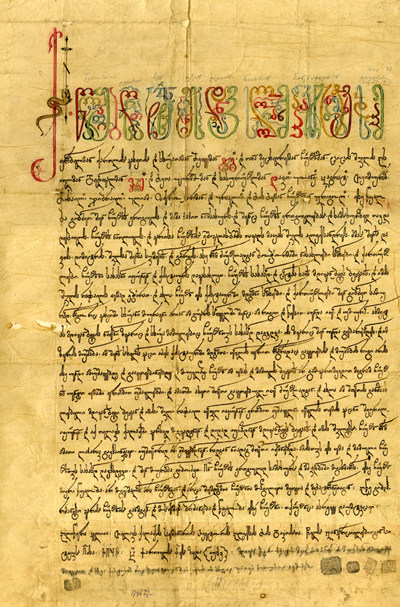
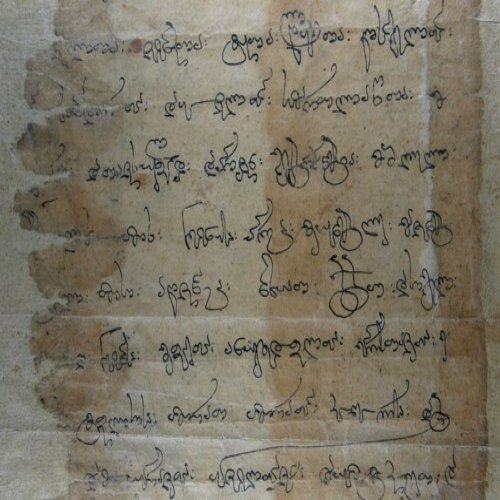
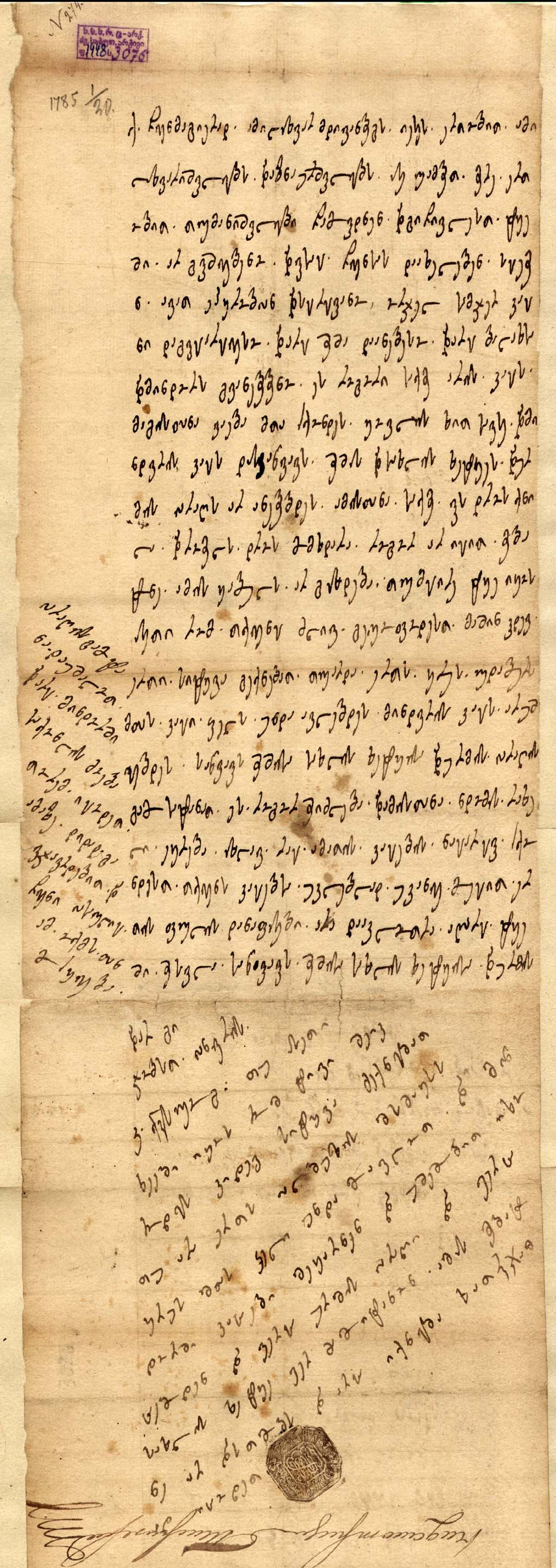
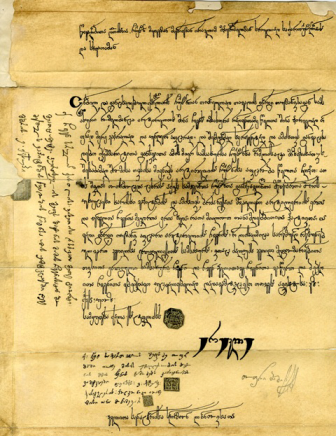
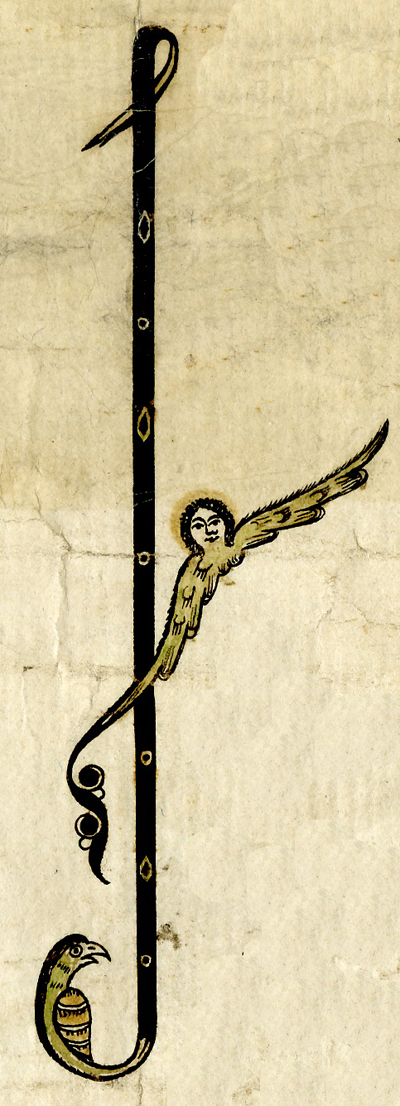
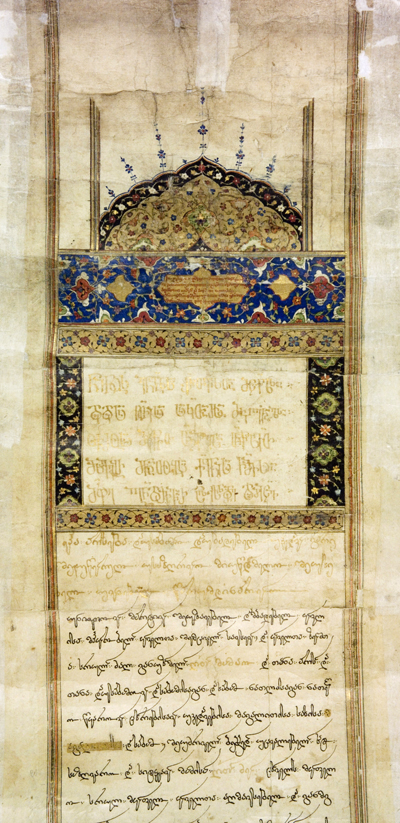
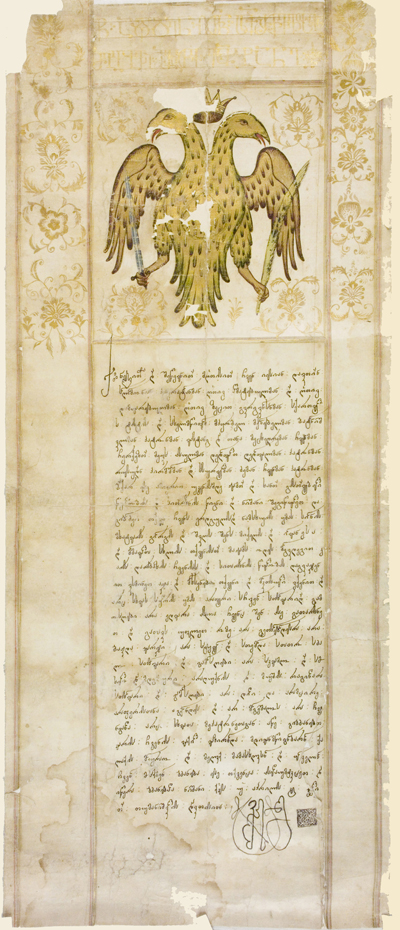
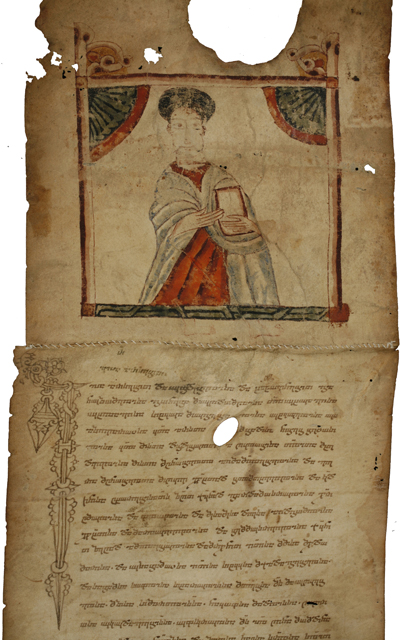
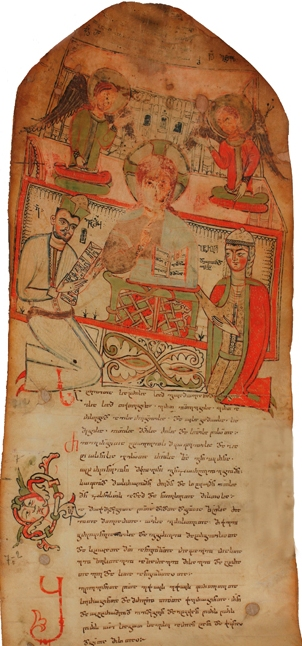
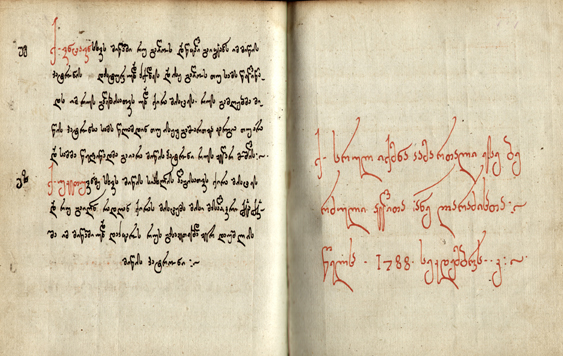
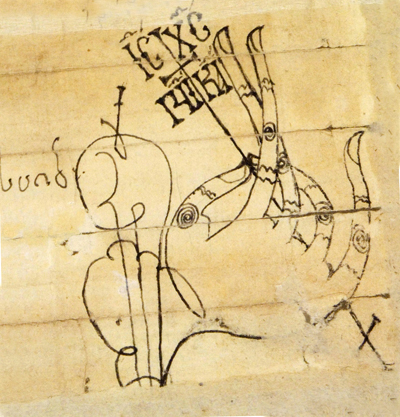
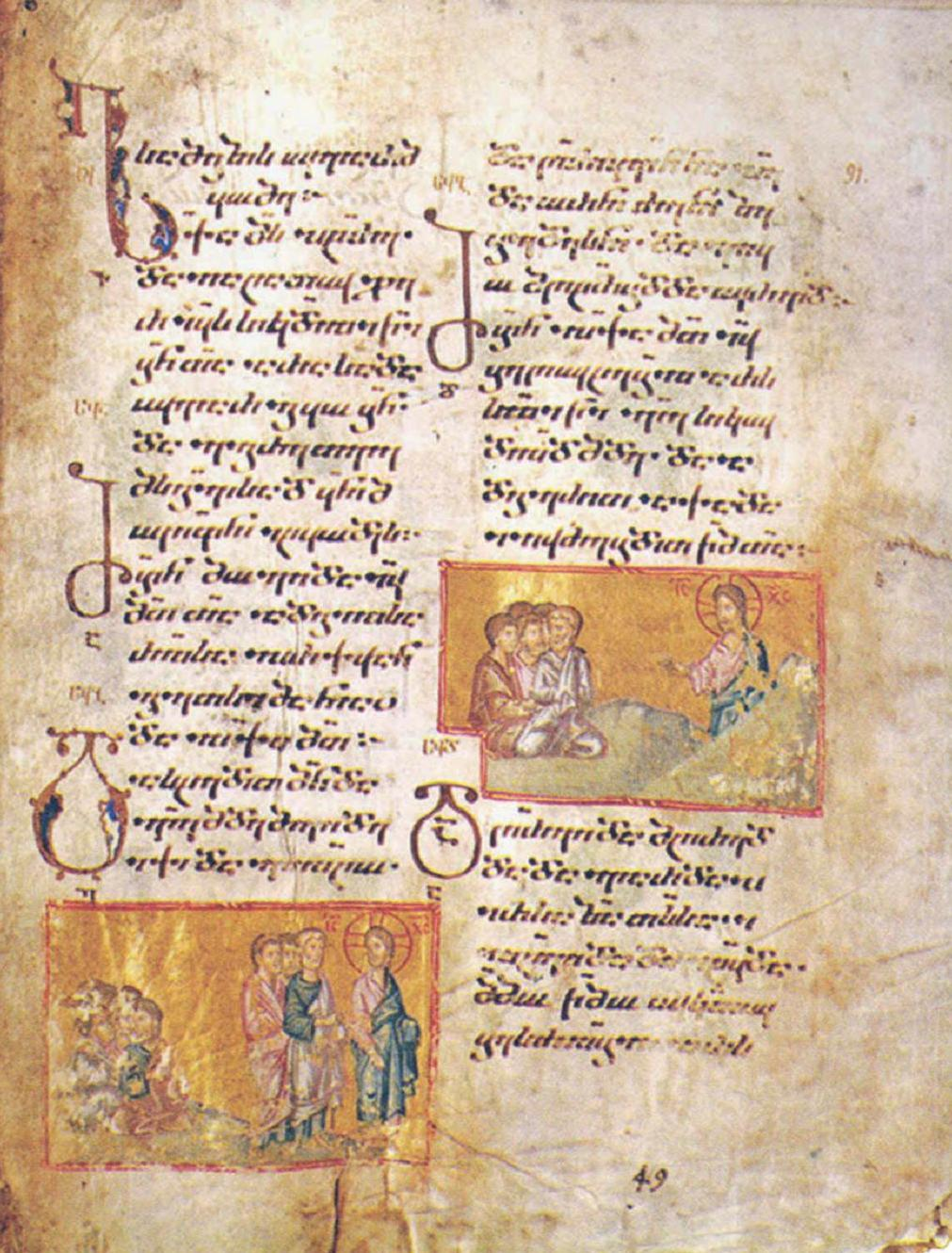
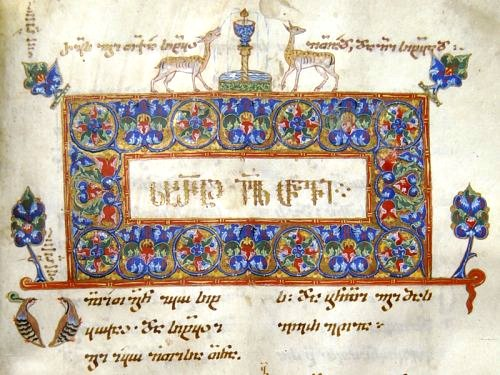
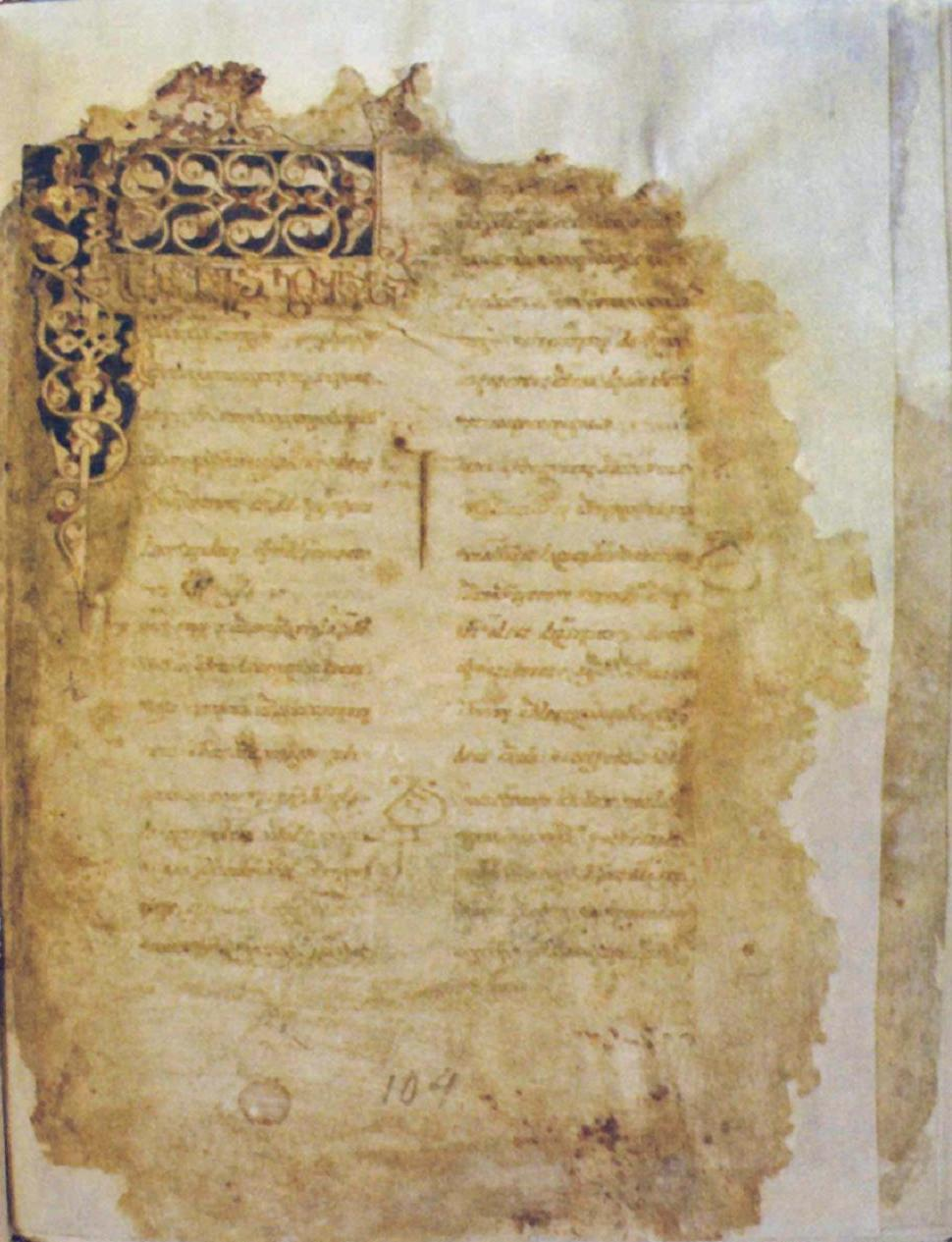
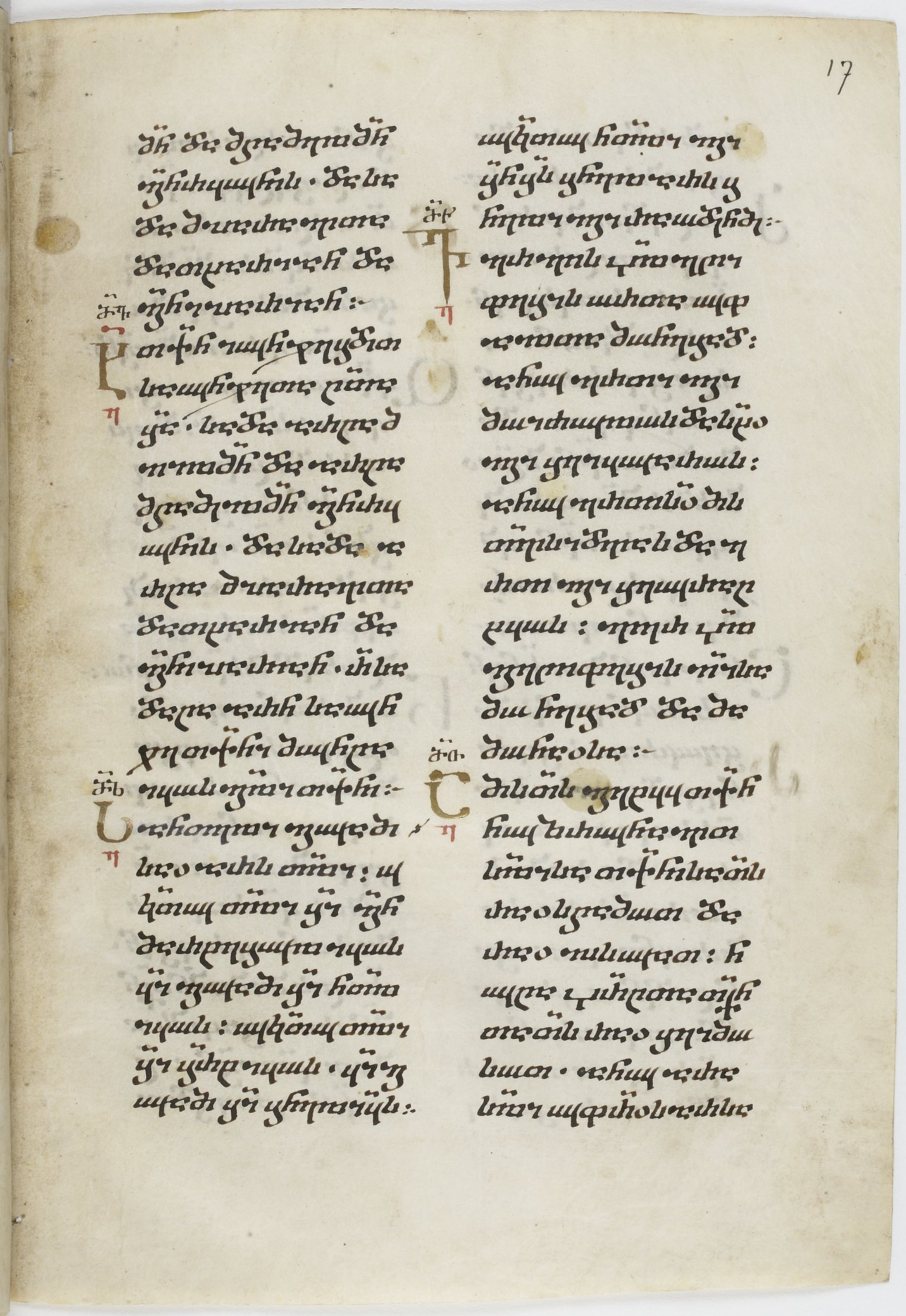
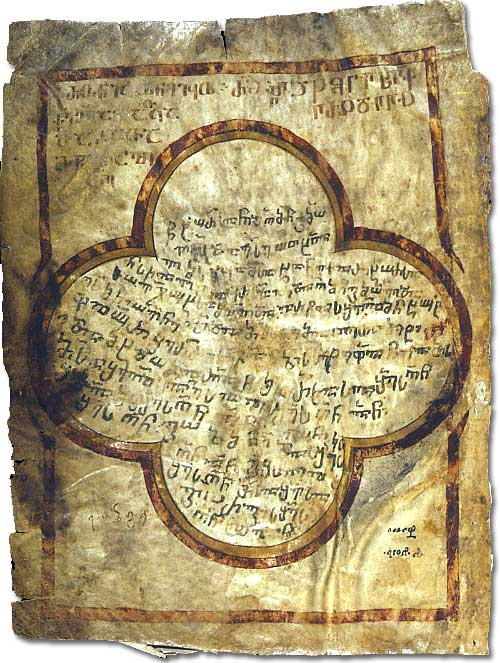
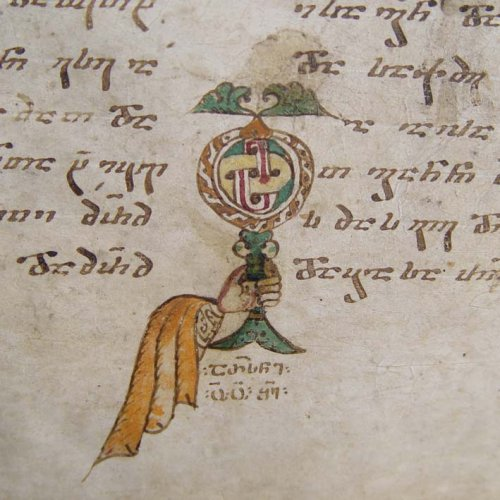
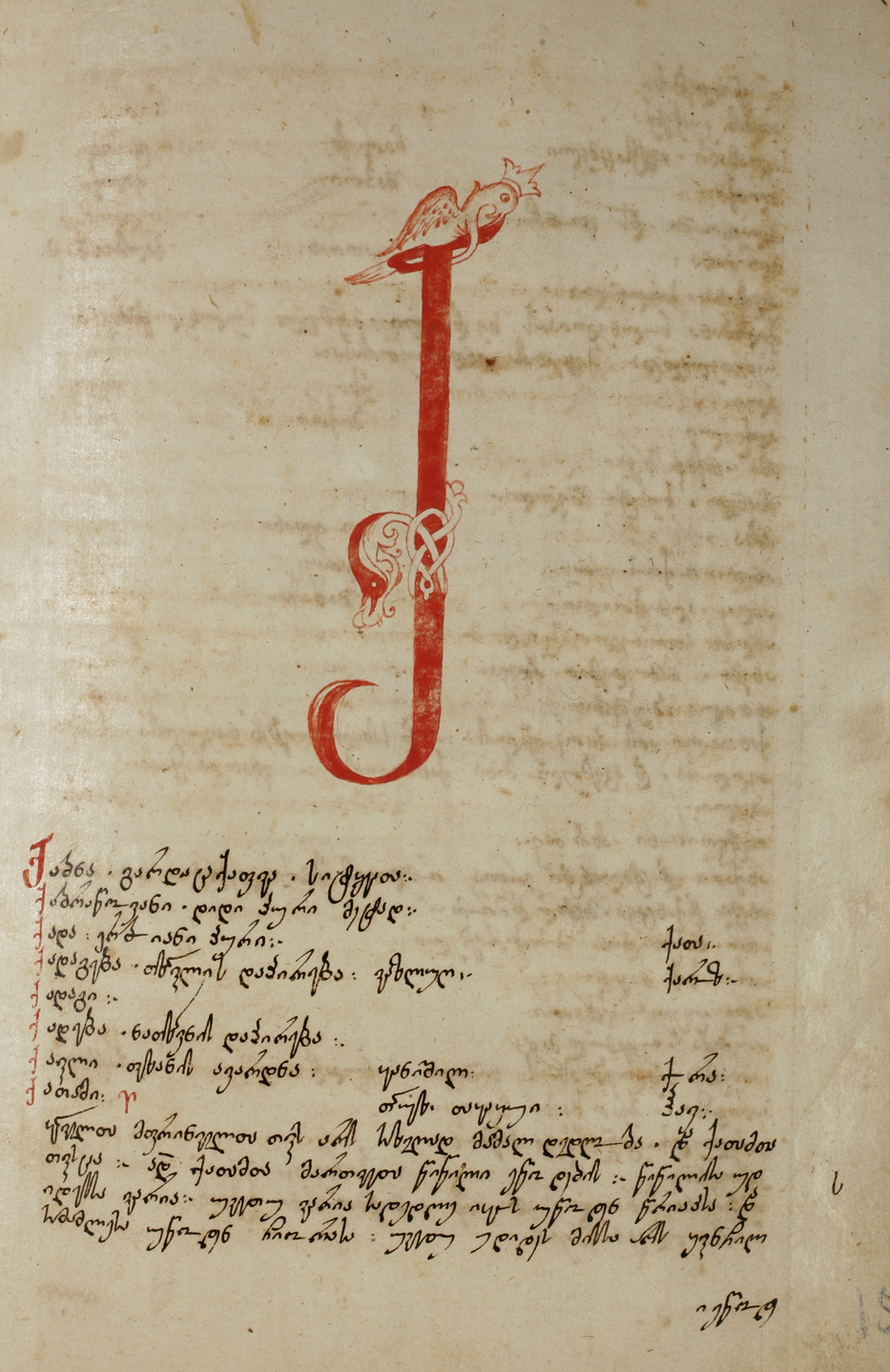
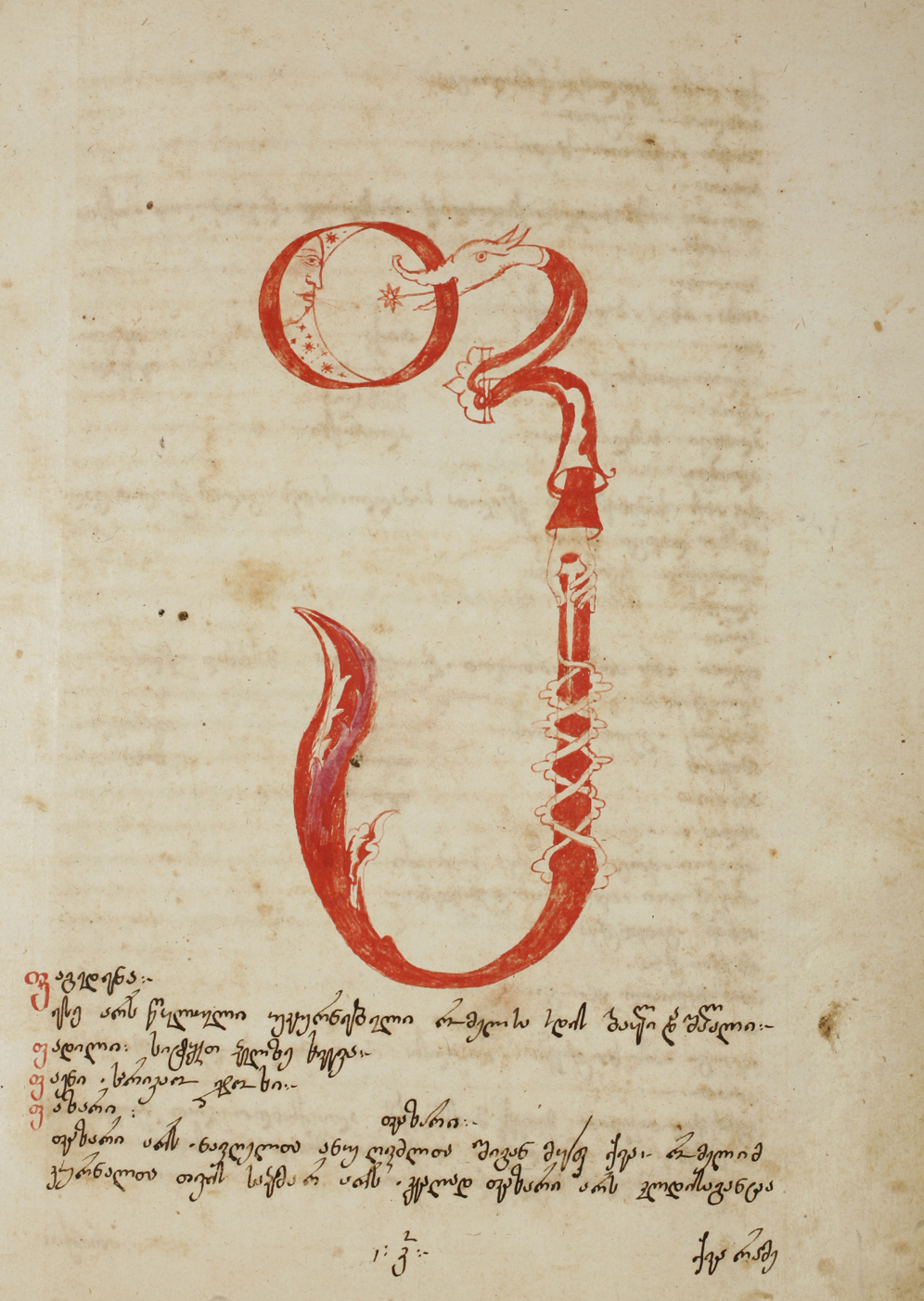
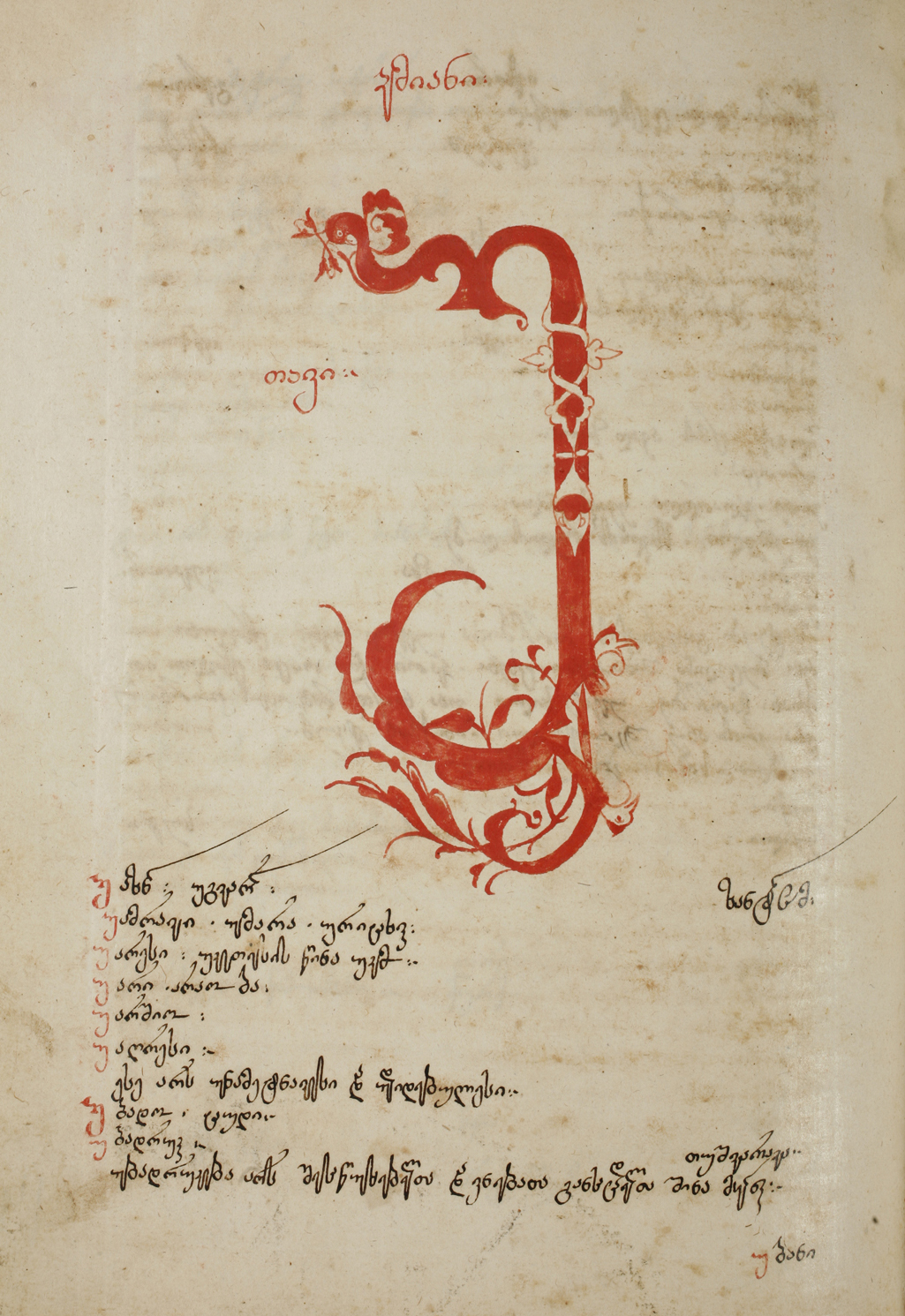
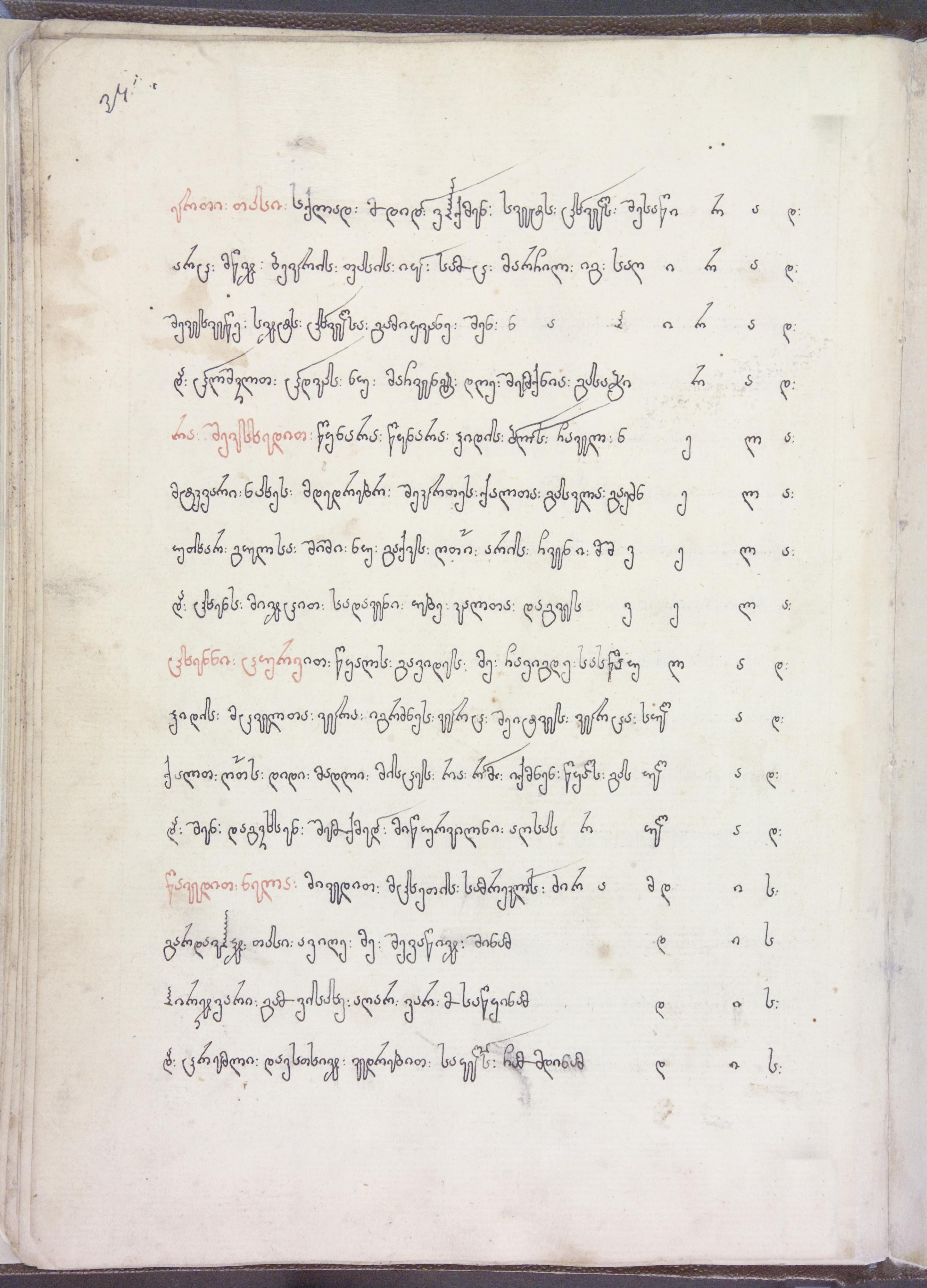
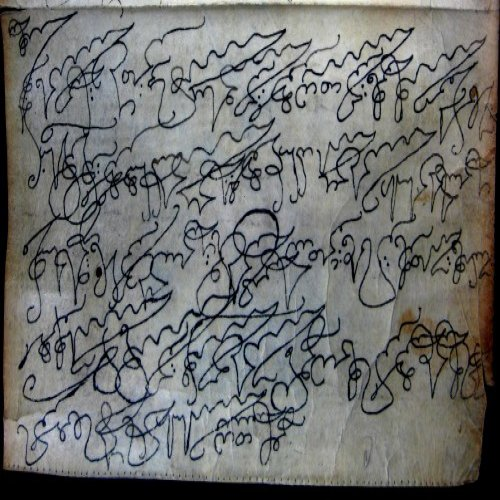
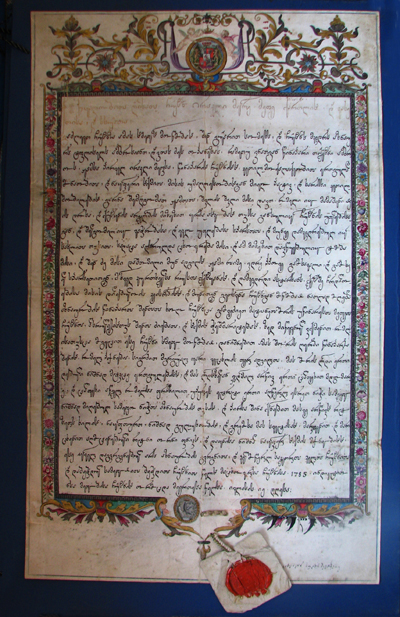
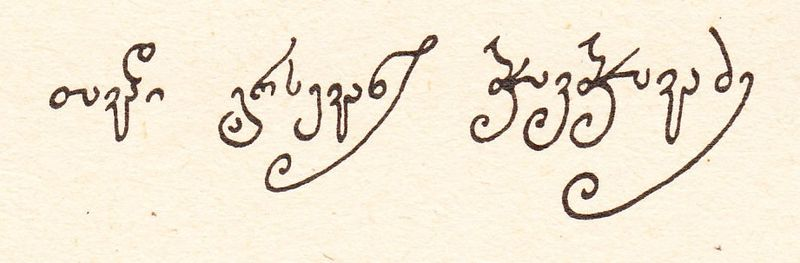